# Roman Israel
Roman Israel (* 1979 in Löbau) ist ein deutscher Schriftsteller. 

## Leben
Roman Israel wurde 1979 in Löbau geboren und wuchs in der Oberlausitz in Ebersbach/Sa. auf. Ab 1999 studierte er an der Technischen Universität Dresden Physik, Germanistik und Philosophie. Er lebt in Leipzig. 
2005 gründete er zusammen mit Michael Bittner, Max Rademann, Janusz Kocaj und Stefan Seyfarth die Dresdner Lesebühne Sax Royal. Sax Royal findet jeden Monat im Kulturzentrum „Scheune“ statt. Israel trägt dort regelmäßig neue Texte vor.
Darüber hinaus schreibt Israel Romane, Lyrik und Filmskripte. Sein Romandebüt „Caiman und Drache“ erschien 2014 im Luftschacht Verlag. In ihm fängt er die besondere Atmosphäre zwischen Angst und Aufbruch ein, die während der Zwischenkriegszeit in der deutsch-polnisch-tschechoslowakischen Grenzregion Oberschlesien geherrscht haben muss. In seinem zweiten Roman „Flugobst“ erzählt Israel eine unkonventionelle Vater-Sohn-Geschichte während der Wendezeit in der Oberlausitz.
2016 zog Israel nach Berlin und schloss sich für kurze Zeit der Reformbühne Heim & Welt an. Später lebte er drei Jahre lang aus dem Koffer und zog als Nomade durchs Land. Über sein Vagabundenleben berichtet er in seinem Essayband „Minimal ist besser. Vom süßen Leben ohne Besitz“. Sein dritter Roman „Nektar Meer“, ein politischer Roadtrip, der vom Selbstwert und den Rechten des Menschen erzählt, war Kandidat für die Hotlist 2022.
Israel schrieb das Drehbuch für die Super-8-Filme „Der Clou des Uhus“ (2014) und „Fifty-fifty“ (2020)- In beiden Filmen übernahm er auch den Part des Sprechers. 2020 erhielt „Fifty-fifty“ den Publikumspreis der Dresdner Schmalfilmtage. 
Seit 2022 ist Israel Vorsitzender des Verbandes deutscher Schriftsteller*innen (VS) – Landesverband Sachsen.  Außerdem gehört er dem Vorstand des Sächsischen Literaturrates e.V. an und ist Mitglied im PEN-Zentrum Deutschland.

## Auszeichnungen
- 2012 Aufenthaltsstipendium der Stiftung für deutsch-polnische Zusammenarbeit in der Villa Decius Kraków/Polen
- 2014 Aufenthaltsstipendium Gerhart-Hauptmann-Haus Jagniątków/Polen
- 2017 Aufenthaltsstipendium Prager Literaturhaus deutschsprachiger Autoren Praha/Tschechien
- 2018 Aufenthaltsstipendium Goetheinstitut Praha und der Mährischen Landesbibliothek in Brno/Tschechien[8]
- 2019 Aufenthaltsstipendium Edith-Stein-Haus Wrocław/Polen
- 2020 Arbeitsstipendium der Stadt Leipzig
- 2020 Arbeitsstipendium Kulturstiftung Sachsen
- 2020 Publikumspreis der Dresdner Schmalfilmtage zusammen mit Michael Sommermeyer für den Super-8-Film „fifty-fifty“
- 2021 Arbeitsstipendium At-Home-Gallery Šamorín/Slowakei
- 2022 „Nektar Meer“ Kandidat für die Hotlist 2022

## Werke
- Caiman und Drache. Luftschacht Verlag, Wien 2014, ISBN 978-3-902844-43-9.
- Flugobst. Luftschacht Verlag, Wien 2017, ISBN 978-3-903081-15-4.
- Minimal ist besser. Vom süßen Leben ohne Besitz. Mikrotext Verlag, Berlin 2018, ISBN 978-3-944543-70-3.
- Nektar Meer. Edition Überland, Leipzig 2022, ISBN 978-3-948049-15-7.

### Textbeiträge
- Sax Royal. Eine Lesebühne rechnet ab. Voland & Quist, Dresden 2010, ISBN 978-3-938424-49-0.
- Kann sofort verfilmt werden. Studio: Reformbühne Heim & Welt. Satyr, Berlin 2020, ISBN 978-3-947106-41-7.
- Weltbetrachter. Neue Lyrik. Eine Anthologie aus Sachsen. Poetenladen, Leipzig 2020, ISBN 978-3-948305-07-9.